# Награда Иван Табаковић
Награда Иван Табаковић је награда коју додељује Српска академија наука на иницијативу породице сликара и члана академије наука за стваралаштво у визуелној уметности. Награда се годинама састојала само од плакете. Установљена је 1982. године када и Фонд Иван Табаковић, фондација под покровитељством Српске академије наука и уметности. Марта 2022. године награда је обновљена и тада је установњена Награда Иван Табаковић о којој се од тада дирекно брине Српска академија наука и уметности.

## О награди
Награда се додељује сваке друге године као признање ствараоцима у циљу промовисања  изложби и дела из свих области ликовних и примењених уметности (сликарства, цртежа, графике, скулптуре, фрескосликарства, мозаика, керамике, видео уметности, фотографије, уметничке инсталације, перформанса, као и дела из области нових уметничких истраживања на пољу ликовних и примењених уметности).
Награда се састоји из медаље са ликом Ивана Табаковића и новчаног дела. Награда се додељује само једном аутору, а може се добити само једанпут. Поред медаље и новчане награде, добитнику се издаје и повеља о додељивању Награде, коју потписује председник САНУ. Сваки добитник Награде стиче право на изложбу својих радова у Галерији САНУ, коју прати и монографски каталог.
Награда Иван Табаковић је први пут од оснивања 2022. године додељена децембра 2023. године Раши Тодосијевићу.

## Жири
Чланове жирија на предлог Одељења уметности САНУ биар Председништво САНУ. Жири чине чланови Одељења уметности САНУ, редовни професори Одељења за историју уметности Филозофског факултета Универзитета у Београду и Академије уметности у Новом Саду, кустоси Музеја савремене уметности у Београду и добитници награде Фонда Иван Табаковић. Чланови жирија тајним гласањем одлучују о предлогу за добитника Награде и одлуку, заједно са писаним образложењем своје препоруке, достављају Председништву САНУ на потврђивање и оно доноси одлуку о добитнику награде Иван Табаковић.

## Добитници Награде фондаИван Табаковић
Српска академија наука и уметности 1982. године основала је Фонд Иван Табаковић, а правила Фонда су заведена 1984. године.Прва награда из Фонда додељена је 1984. године Предрагу Нешковићу.
Укупно је до сада било четрнаест лауреата:
- Награда за 1984. годину – Предраг Нешковић; додељена 10. децембра 1984; изложба Предраг Нешковић одржана је у марту и априлу 1985.
- Награда за 1986. годину – Милун Видић; додељена 10. децембра 1986; изложба Милун Видић – скулптуре одржана је у мају и јуну 1988.
- Награда за 1988. годину – Марко Крсмановић; додељена 9. децембра 1988; изложба Марко Крсмановић одржана је од јуна до августа 1990.
- Награда за 1990. годину – Мрђан Бајић; додељена 21. децембра 1990; заједничка изложба Добитници награде САНУ из Фонда „Иван Табаковић“, 1990. Мрђан Бајић, 1998. Предраг Кораксић, 2000. Јелена Трпковић, 2002. Божидар Бабић, 2006. Марија Драгојловић, 2008. Владан Радовановић, 2010. Душан Петровић одржана је од марта до маја 2015.
- Награда за 1992. годину – Душан Оташевић; додељена 9. децембра 1992; изложба Душан Оташевић. Портрет одржана је од јуна до августа 1995.
- Награда за 1994. годину – Милица Стевановић; додељена 8. фебруара 1995; изложба Милица Стевановић – настајање слике одржана је од јуна до септембра 2015.
- Награда за 1996. годину – Милета Продановић; додељена 20. децембра 1996; изложба Милета Продановић. Похвала руци одржана је у јулу и августу 1998.
- Награда за 1998. годину – Предраг Кораксић; додељена 15. децембра 1998; заједничка изложба Добитници награде САНУ из Фонда „Иван Табаковић“, 1990. Мрђан Бајић, 1998. Предраг Кораксић, 2000. Јелена Трпковић, 2002. Божидар Бабић, 2006. Марија Драгојловић, 2008. Владан Радовановић, 2010. Душан Петровић одржана је од марта до маја 2015.
- Награда за 2000. годину – Јелена Трпковић; додељена 28. децембра 2000; заједничка изложба Добитници награде САНУ из Фонда „Иван Табаковић“, 1990. Мрђан Бајић, 1998. Предраг Кораксић, 2000. Јелена Трпковић, 2002. Божидар Бабић, 2006. Марија Драгојловић, 2008. Владан Радовановић, 2010. Душан Петровић одржана је од марта до маја 2015.
- Награда за 2002. годину – Божидар Бабић; додељена 6. фебруара 2003; заједничка изложба Добитници награде САНУ из Фонда „Иван Табаковић“, 1990. Мрђан Бајић, 1998. Предраг Кораксић, 2000. Јелена Трпковић, 2002. Божидар Бабић, 2006. Марија Драгојловић, 2008. Владан Радовановић, 2010. Душан Петровић одржана је од марта до маја 2015.
- Награда за 2004. годину – Миодраг Табачки; додељена 2. фебруара 2005; изложба Миодраг Табачки – документи. Четрдесет година позоришне сценографије и костимографије одржана је од марта до маја 2013.
- Награда за 2006. годину – Марија Драгојловић; додељена 21. фебруара 2007; заједничка изложба Добитници награде САНУ из Фонда „Иван Табаковић“, 1990. Мрђан Бајић, 1998. Предраг Кораксић, 2000. Јелена Трпковић, 2002. Божидар Бабић, 2006. Марија Драгојловић, 2008. Владан Радовановић, 2010. Душан Петровић одржана је од марта до маја 2015.
- Награда за 2008. годину – Владан Радовановић; додељена 11. фебруара 2009; заједничка изложба Добитници награде САНУ из Фонда „Иван Табаковић“, 1990. Мрђан Бајић, 1998. Предраг Кораксић, 2000. Јелена Трпковић, 2002. Божидар Бабић, 2006. Марија Драгојловић, 2008. Владан Радовановић, 2010. Душан Петровић одржана је од марта до маја 2015.
- Награда за 2010. годину – Душан Петровић; додељена 2. марта 2011; заједничка изложба Добитници награде САНУ из Фонда „Иван Табаковић“, 1990. Мрђан Бајић, 1998. Предраг Кораксић, 2000. Јелена Трпковић, 2002. Божидар Бабић, 2006. Марија Драгојловић, 2008. Владан Радовановић, 2010. Душан Петровић одржана је од марта до маја 2015.

## Добитници НаградеИван Табаковић
- Награда за 2023. годину - Драгољуб Раша Тодосијевић